# Kan man klippe i vand?
|  | Denne artikel er oprettet af botten PalnaBot ud fra en ekstern database. Den kan derfor have sproglige fejl eller mangler. Denne skabelon kan fjernes efter kontrol af indholdet. |

Kan man klippe i vand? er en film instrueret af Lise Roos.

## Handling
I filmen viser vi en almindelig børnehaves hverdag, som den former sig for de fleste børn i Danmark. Efter en uge gjorde vi et forsøg, hvor vi ophævede tiden og fjernede legetøjet i to uger - for at se, hvad der ville ske, når den daglige tilrettelægning var væk. Sådan introducerer filmfolkene det stykke børneforskning, som filmen er. Den strukturerede hverdag, der tager tiden i agt, stilles over for en ændret hverdag. Filmens to halvdele rejser spørgsmål om forholdet imellem børn og pædagoger, om pædagogroller, om det præfabrikerede legetøj contra den frie leg, om dagsrytme, om gruppen og den enkelte, om plads og udfoldelsesmuligheder m.m. De efterfølgende film: »Far, mor og børn. Noget om rollelege«, »Samspil. 10 situationer med børn og voksne«, »Thomas og hans tempo. Et udviklingsforløb« og »Tumlerier. Et studie i bevægelse« udkommer i løbet af efteråret 1996 på video under fællestitlen »Børnehavebørn«.